# Músculo piramidal
O músculo piramidal é um músculo do abdome. É pequeno e triangular, localiza-se no baixo ventre, em frente ao reto abdominal. Origina-se no púbis e insere-se da linha alba a cicatriz umbilical. É inervado pelo nervo ilio-hipogástrico.